# Strymon heathii
Strymon heathii är en fjärilsart som beskrevs av Fletcher 1904. Strymon heathii ingår i släktet Strymon och familjen juvelvingar. Inga underarter finns listade i Catalogue of Life.